# Byttneria asterotricha
Byttneria asterotricha är en malvaväxtart som beskrevs av Gottfried Wilhelm Johannes Mildbraed. Byttneria asterotricha ingår i släktet Byttneria och familjen malvaväxter. Inga underarter finns listade i Catalogue of Life.